# Rakhine
Rakhaing is een staat van Myanmar. De hoofdstad is Sittwe.
Rakhine telt naar schatting 3.350.000 inwoners op een oppervlakte van 36.778 km². Rakhaing stond voorheen bekend onder de naam Arakan. Het koninkrijk Arakan lag hier.

## Demografie
De bevolking van Rakhine is etnisch zeer divers. Het merendeel van de inwoners van de staat behoort tot het Rakhine-volk, en hangt het Theravada-Boeddhisme aan. De Rakhine werden aan het begin van de jaren vijftig van de twintigste eeuw door het Birmese leger onderdrukt, maar wisten na verloop van tijd toch een beperkte erkenning te krijgen als een etnische minderheid. De staat, die aan het islamitische Bangladesh grenst, heeft echter ook een grote islamitische minderheid, zo'n 25% van de bevolking. De meesten van hen maken deel uit van het Rohingya-volk, maar er zijn ook grote aantallen islamitische vluchtelingen uit buurland Bangladesh. Volgens mensenrechtenorganisaties hebben de Rohingya met zware repressie te maken en wordt hun bestaan als nationale etnische minderheid ontkend. Zo'n 300.000 Rohingya zijn uit de staat gevlucht voor etnisch geweld en leven in vluchtelingenkampen op de grens tussen Myanmar en Bangladesh.

### Religie
De grootste religie in Rakhine is boeddhisme, gevolgd door een grote islamitische minderheid.
| Religieuze samenstelling (2014) | Religieuze samenstelling (2014) | Religieuze samenstelling (2014) | Religieuze samenstelling (2014) | Religieuze samenstelling (2014) |
| ------------------------------- | ------------------------------- | ------------------------------- | ------------------------------- | ------------------------------- |
|                                 |                                 |                                 |                                 |                                 |
| Boeddhisme                      | Boeddhisme                      |                                 | 63,3%                           | 63,3%                           |
| Christendom                     | Christendom                     |                                 | 1,2%                            | 1,2%                            |
| Islam                           | Islam                           |                                 | 35,1%                           | 35,1%                           |
| Animisme                        | Animisme                        |                                 | 0,1%                            | 0,1%                            |
| Hindoeïsme                      | Hindoeïsme                      |                                 | 0,3%                            | 0,3%                            |
| Geen/Overig                     | Geen/Overig                     |                                 | 0,0%                            | 0,0%                            |

## Rellen en etnische zuiveringen in 2012
Vanaf 10 juni 2012 is er in de staat Rakhine een etnisch conflict ontstaan tussen boeddhisten en moslims. Het conflict zou zijn ontstaan toen een drie islamitische mannen werden beschuldigd van de moord en verkrachting van een Boeddhistisch meisje. Als wraak vermoordden boeddhisten in Rakhine tien Rohingyamoslims, waarna het geheel escaleerde en er rellen uitbraken. Eind juni concludeerden enkele mensenrechtenorganisaties dat er zich direct nadat het leger op 10 juni de noodtoestand had uitgeroepen in de staat Rakhine slachtingen en verdrijvingen van Rohingya plaatsvonden door boeddhisten uit Rakhine en het Birmese leger. Volgens Amnesty International zetten de vervolgingen het vredesproces in het land op het spel. Volgens het leger van Myanmar zijn er enkele tientallen slachtoffers gevallen, maar volgens Rohingyabewegingen zijn vele duizenden doden gevallen. De Europese Unie heeft haar bezorgdheid geuit over de gebeurtenissen en heeft Myanmar opgeroepen om de mensenrechten te respecteren.
Zo'n 90.000 mensen zijn het geweld al ontvlucht.
Human Rights Watch documenteerde in eerste instantie moorden en brandstichtingen van beide kanten, maar heeft nu aanwijzingen dat het Birmese leger en de Nasakaburgerbrigade hun operatie om de 'schuldigen' van de onrust te straffen als dekmantel gebruiken voor de vervolging en slachting van de Rohingyaminderheid.
Op 19 november sprak ook de Amerikaanse president Barack Obama zijn bezorgdheid uit over het geweld in de staat tijdens zijn bezoek aan Myanmar.